# 페이퍼 걸스
《페이퍼 걸스》(영어: Paper Girls)는 아마존 프라임 비디오에서 2022년 7월부터 방영된 미국의 공상 과학 드라마이다.